# Paolo Zangrillo
Paolo Zangrillo (Genova, 3 dicembre 1961) è un politico italiano, dal 22 ottobre 2022 ministro per la pubblica amministrazione nel governo Meloni.

## Biografia
Diplomatosi al Liceo scientifico statale Paolo Frisi di Monza e laureatosi in giurisprudenza all'Università degli Studi di Milano nel 1987, è il fratello minore di Alberto Zangrillo, primario dell'unità operativa di anestesia e rianimazione generale dell'ospedale San Raffaele di Milano nonché presidente del Genoa ed ex medico personale di Silvio Berlusconi.

### Carriera manageriale
Inizia la sua carriera da manager nel 1992 presso la Magneti Marelli, mantenendo l'incarico fino al 2005 dapprima come responsabile del personale in Europa e nel mondo e in seguito come responsabile delle relazioni industriali e delle risorse umane. Mantiene poi l'incarico di vice-presidente per le risorse umane presso la Fiat Powertrain Technologies fino al 2010 e presso la Iveco fino al 2011.
Dal 2011 al 2017 ha occupato il ruolo di direttore del personale e dell'organizzazione presso l'Acea a Roma.

### Carriera politica
A gennaio 2018 viene ufficialmente candidato da Forza Italia per la Camera dei deputati alle elezioni politiche di quell'anno, presentandosi nel collegio plurinominale Piemonte 1 - 01 e risultando tra gli eletti. Nel corso della XVIII legislatura della Repubblica è stato componente della 11ª Commissione Lavoro pubblico e privato, dove si è occupato anche di reddito di cittadinanza.
Il 18 ottobre 2018 viene nominato come nuovo commissario regionale di Forza Italia in Piemonte e in Valle d'Aosta, sostituendo il collega di partito nonché senatore Gilberto Pichetto Fratin. Il 24 dicembre 2019 la consigliera regionale Emily Rini viene scelta come nuova coordinatrice di Forza Italia in Valle d'Aosta, e quindi Zangrillo mantiene l'incarico solo per il Piemonte.

#### Ministro per la pubblica amministrazione
Alle elezioni politiche anticipate del 2022 viene candidato al Senato della Repubblica nel collegio uninominale di Alessandria, per la coalizione di centro-destra in quota forzista, dove viene eletto senatore con il 50,83% dei voti, poco meno del doppio rispetto alle candidate del centro-sinistra, in quota Partito Democratico, Maria Rita Rossa (25,64%) e del Movimento 5 Stelle Susy Matrisciano (9,57%).
Dopo la vittoria della coalizione di centro-destra alle elezioni e il successivo incarico di formare un governo affidato a Giorgia Meloni, il 21 ottobre 2022 Zangrillo è stato indicato come ministro per la pubblica amministrazione. Il giorno successivo ha prestato giuramento davanti al Presidente della Repubblica Sergio Mattarella come ministro per la pubblica amministrazione nel governo Meloni.

## Posizioni politiche
Si è detto favorevole al lavoro agile nella pubblica amministrazione, dicendosi più aperto rispetto al precedente ministro della pubblica amministrazione Renato Brunetta, al progetto della TAV Torino-Lione numerose volte, partecipando alla manifestazione delle Madamine in piazza Castello a novembre 2018 e invocando anche il "pugno duro" della magistratura torinese contro i gruppi di manifestanti No Tav, e fortemente critico nei confronti del reddito di cittadinanza.